# Гора мужества
«Гора мужества» (англ. Courage Mountain) — кинофильм. Продолжение романа «Хайди» Йоханны Спири.

## Сюжет
1915 год. Идёт Первая мировая война. 15-летняя Хайди, живущая со своим дедушкой в швейцарских Альпах, получает приглашение в итальянскую школу от директрисы Джейн Хиллари. Сначала Хайди не хочет ехать, но, узнав, что её друг Питер вступил в армию, решает принять приглашение. Первое время девочке тяжело приходится в школе, а вскоре школу закрывают, здание становится военной почтой. Почти все ученицы разъезжаются по домам, кроме Хайди, Урсулы, Ильсы и Гудрун. Хиллари думала сама позаботиться о девочках, но по распоряжению губернатора их отдают в городской приют синьора Бонелли, ужасное место, где дети должны работать в тяжёлых условиях. Вместе с двумя приютскими детьми, Клариссой и Джованни, четыре школьницы устраивают побег. Но вскоре Джованни ловят, а оставшиеся пять девочек пытаются достичь Швейцарии…

## В ролях
- Джульетт Кэтон — Хайди
- Джоанна Кларк — Урсула
- Никола Степлтон — Ильса
- Джейд Магри — Кларисса
- Кэтрин Ладлоу — Гудрун
- Чарли Шин — Питер
- Ян Рубес — дедушка
- Лесли Кэрон — Джейн Хиллари
- Йорго Вояджис — синьор Бонелли
- Лаура Бетти — синьора Бонелли
- Рубен Райано — Джованни

## Съёмочная группа
- Режиссёр: Кристофер Лейтч
- Сценаристы: Фред Броггер, Марк Броггер, Уивер Вебб
- Композитор: Сильвестр Левай